# Nobody 2
Nobody 2 is een Amerikaanse actiethriller uit 2025 geregisseerd door Timo Tjahjanto. De film is een vervolg op de film Nobody uit 2021 en ging op 14 augustus 2025 in première.

## Verhaal
De film volgt de voormalige huurmoordenaar Hutch Mansell die nog steeds getrouwd is met Becca. Als zijn gezin een kleine confrontatie heeft met een paar pestkoppen en dit uit de hand loopt, komen zij in het vizier van een corrupte pretparkeigenaar, een louche sheriff en de bloeddorstige misdaadbaas Lendina. Daar bovenop blijkt dat Hutch zijn vrouw ook een een duister verleden met zich meedraagt.

## Rolverdeling
| acteur            | personage      |
| ----------------- | -------------- |
| Bob Odenkirk      | Hutch Mansell  |
| Nolan Grantham    | jonge Hutch    |
| Connie Nielsen    | Becca Mansell  |
| John Ortiz        | Wyatt Martin   |
| Colin Hanks       | Abel           |
| RZA               | Harry Mansell  |
| Christopher Lloyd | David Mansell  |
| Sharon Stone      | Lendina        |
| Colin Salmon      | 'The Barber'   |
| Gage Munroe       | Brady Mansell  |
| Paisley Cadorath  | Sammy Mansell  |
| Lucius Hoyos      | Max Martin     |
| Daniel MacInnis   | Toby           |
| Ryan Younes       | vriend van Max |

## Achtergrond
De film werd geregisseerd door Timo Tjahjanto en geproduceerd door Kelly McCormick, David Leitch, Bob Odenkirk, Marc Provissiero en Braden Aftergood. Odenkirk was daarnaast verantwoordelijk voor het schrijven van het scenario van de film, dit deed hij in samenwerking met Derek Kolstad, Aaron Rabin en Umair Aleem. De opnames van de film gingen op 6 augustus 2024 van start in Winnipeg, Canada en werden afgerond op 26 september 2024. De film is een vervolg op Nobody uit 2021. Acteurs Bob Odenkirk, Connie Nielsen, RZA, Christopher Lloyd, Gage Munroe en Colin Salmon keerde allemaal terug om hun rol uit de vorige film te hernemen. Andere nieuwe belangrijke rollen zijn weggelegd voor onder anderen John Ortiz, Colin Hanks en Sharon Stone.

## Release en ontvangst
Op 13 mei 2025 werd de eerste trailer van de film uitgebracht. Nobody 2 werd vervolgens door distributeur Universal Pictures op 14 augustus 2025 in de Nederlandse bioscopen en op 15 augustus 2025 in de Amerikaanse bioscopen uitgebracht. De film werd door recensenten in het algemeen positief ontvangen. Op Rotten Tomatoes heeft de film een score van 77% op basis van 150 beoordelingen. Metacritic komt op een score van 59/100, gebaseerd op 30 beoordelingen.